# Berlin (альбом)
Berlin — третий сольный студийный альбом американского рок-музыканта Лу Рида, выпущенный в 1973 году.

## Создание альбома
Лу Рид начал работать над записью альбома в 1972 году. Большая часть песен была написана им, хотя некоторые, такие как «Caroline says (II)», «Sad Song» и «Oh, Jim», представляли собой старые переработанные песни Velvet Underground. Звучание альбома резко отличалось как от Velvet Underground, так и от прежних двух сольных альбомов Лу Рида. Песни были богато оркестрованы, на них накладывались звуки рожков, детские голоса, а манера исполнения напоминала отстраненный, меланхоличный речитатив человека, который рассказывает о прошлом. В записи принимало участие множество сессионных музыкантов, сам же Лу Рид играл только на акустической гитаре и пел.

## Концепт
Berlin представлял собой целостный концептуальный альбом (некоторые критики считают его рок-оперой). Все его песни рассказывали историю трагической любви, зародившейся в «небольшом кафе, в Берлине у Стены» между некими Джимом (от лица которого ведётся повествование) и Кэролайн -которая, по видимому, ресторанная певица. Но если первая, одноимённая песня альбома была светлой и лирической зарисовкой, то уже со второй и настроение, и звучание менялось, становясь всё более тревожным и депрессивным. Одна за другой песни рассказывали, когда прямо, когда намёками, о несбывшихся надеждах, непреодолимых социальных барьерах, отчуждении некогда любящих людей, бурных семейных ссорах с физическим насилием, попытках заглушить душевную боль беспорядочным сексом и наркотиками, нарастающем отчаянии. Трагическая история завершалась рассказом, как у Кэролайн «забрали детей», видимо лишив материнских прав, и наконец, в эпилоге лирический герой, полностью опустошённый душевно, приезжает в квартиру, где когда-то жил с Кэролайн, и вспоминает всё что они пережили вместе — вплоть до её самоубийства.

## Список композиций
Слова и музыка всех песен — Лу Ридом.
| №   | Название                    | Длительность |
| --- | --------------------------- | ------------ |
| 1.  | «Berlin»                    | 3:23         |
| 2.  | «Lady Day»                  | 3:40         |
| 3.  | «Men of Good Fortune»       | 4:37         |
| 4.  | «Caroline Says I»           | 3:57         |
| 5.  | «How Do You Think It Feels» | 3:42         |
| 6.  | «Oh, Jim»                   | 5:13         |
| 7.  | «Caroline Says II»          | 4:10         |
| 8.  | «The Kids»                  | 7:55         |
| 9.  | «The Bed»                   | 5:51         |
| 10. | «Sad Song»                  | 6:55         |

## Судьба альбома
Вышедший в 1973 году, альбом встретил крайне противоречивую оценку. В Великобритании он продавался совсем неплохо и поднялся до седьмой отметки в рейтингах продаж, что стало для Лу Рида лучшим результатом в этой стране за всю музыкальную карьеру. Однако оценки критиков были очень сдержанными. Но в США альбом постиг полный провал — он занял только 98 позицию в чартах, что, по сравнению с предыдущим альбомом Transformer (38-я позиция) было крайне разочаровывающе. И без того заметную неудачу усугубили отзывы критиков — неблагосклонные, иногда просто разгромные. Альбом обвиняли, прежде всего, в чрезмерной, нездоровой (по мнению критиков) мрачности и безысходности, претенциозности, критиковалась манера подачи материала, звучание и т. д. Известный обозреватель журнала Creem Лестер Бангс охарактеризовал альбом как «мрачнейший из всех когда-либо записанных». Убийственной была рецензия в ведущем американском музыкальном журнале Rolling Stone:
```
Альбом Лу Рида это просто кошмар, погружающий слушателя в искривлённый мир паранойи, шизофрении, деградации, наркотического насилия и суицида. Некоторые песни оскорбительны настолько, что хочется как-то отомстить их исполнителю физически. Единственным извинением Рида за подобное действо может служить то, что это был финальный аккорд некогда многообещающей карьеры. Прощай, Лу
[
14
]
.
```

Были, впрочем, и положительные отзывы, но негативные явно преобладали. Разочарованный и уязвлённый подобной реакцией на свой труд, Лу Рид отменив все концерты в его поддержку и почти не обращался к альбому долгие годы. Он крайне редко исполнял песни из альбома на протяжении многих лет, не упоминал о нём и в различных интервью. Неожиданное запоздалое признание альбом получил лишь спустя тридцать лет после его выхода. В 2000-е годы Лу Рид и ряд других музыкантов снова решили обратиться к работе. Он был заново оркестрован и представлен в виде живого представления, продолжавшегося пять вечеров. В концертной программе приняли участие в общей сложности несколько десятков музыкантов (включая хор). Насколько отрицательными были отзывы на альбом в 1973, настолько же положительными они оказались в 2006-м. И даже Rolling Stone, некогда не оставивший от альбома камня на камне, включил его в список «500 величайших альбомов» (на 344-м месте). Режиссёр Джулиан Шнабель сделал документальный фильм о презентации альбома, и многие песни более чем тридцатилетней давности словно обрели второе дыхание.

## Позиции в хит-парадах
Еженедельные чарты:
| Хит-парад (1973)                 | Высшая позиция | Пребывание в чарте |
| -------------------------------- | -------------- | ------------------ |
| Австралия (Kent Music Report)    | 59             | нет данных         |
| Великобритания (UK Albums Chart) | 7              | 5 недель           |